# (34462) 2000 SD95
2000 SD95 (asteroide 34462) é um asteroide da cintura principal. Possui uma excentricidade de 0.08863070 e uma inclinação de 4.11465º.
Este asteroide foi descoberto no dia 23 de setembro de 2000 por LINEAR em Socorro.